# 와일드 수퍼모델
《와일드 수퍼모델》은 2008년에 오스트레일리아에서 방송된 모델 선발 서바이벌 프로그램이다.